# Palaquium obovatum
Palaquium obovatum är en tvåhjärtbladig växtart som först beskrevs av William Griffiths, och fick sitt nu gällande namn av Adolf Engler. Palaquium obovatum ingår i släktet Palaquium och familjen Sapotaceae.

## Underarter
Arten delas in i följande underarter:
- P. o. obovatum
- P. o. orientale